# Serica nitididorsis
Serica nitididorsis är en skalbaggsart som beskrevs av Shuhei Nomura 1971. Serica nitididorsis ingår i släktet Serica och familjen Melolonthidae. Utöver nominatformen finns också underarten S. n. opacidorsis.